# Sidfjärden
Sidfjärden är en våtmark med några sjöar på södra Väddö i Norrtälje kommun i Uppland. De två största sjöarna är:
- Sidfjärden (Väddö socken, Uppland, 665031-167221), sjö i Norrtälje kommun, 59°56′13″N 18°53′21″Ö / 59.9369°N 18.8891°Ö (6,91 ha)
- Sidfjärden (Väddö socken, Uppland, 665082-167247), sjö i Norrtälje kommun, 59°56′30″N 18°53′25″Ö / 59.9418°N 18.8902°Ö (5,76 ha)